# تپه شیشه لی بایر
تپه شیشه لی بایر مربوط به دوره ساسانیان - دوران‌های تاریخی پس از اسلام است و در شهرستان ساوه، روستای قرمزین واقع شده و این اثر در تاریخ ۱۰ آذر ۱۳۵۴ با شمارهٔ ثبت ۱۲۰۲ به‌عنوان یکی از آثار ملی ایران به ثبت رسیده است.